# Les Farouches
Pour plus de détails, voir Fiche technique et Distribution.
Les Farouches est un téléfilm français réalisé par Christelle Raynal d'après un scénario de Louise Collaray et Léonor Varone.
Cette fiction est une coproduction de Partita Films et France Télévisions.

## Fiche technique
Sauf indication contraire, les informations mentionnées dans cette section peuvent être confirmées par les bases de données cinématographiques  présentes dans la section « Liens externes ».
- Titre français : Les Farouches
- Réalisation : Christelle Raynal[1],[2],[3],[4]
- Scénario : Louise Collaray et Léonor Varone[1],[3],[4]
- Production : David Amselem et Jean-Loup Pochoy[1],[3]
- Sociétés de production : Partita Films et France Télévisions[1],[2],[3]
- Pays de production :  France
- Langue originale : français
- Format : couleur
- Genre :
- Durée : 90 minutes
- Dates de première diffusion :

## Distribution
- Barbara Schulz : commandante Myriam Kerrouche
- François Vincentelli : capitaine Victor Farthouat
- Louis Bouquet : substitut du procureur Elias Kerrouche
- Marie Parisot : Sophie Farthouat, fille de Victor
- Yannig Samot : Karim Kerrouche
- Tatiana Gousseff : Commissaire Videl
- Jules Robin : Damien Hocquart
- Rosie Boccardi : Aya Cisse
- Magali Bonat : Delbecke

## Production

### Genèse et développement
Cette fiction est une coproduction de Partita Films et France Télévisions,,,.
Le scénario est de la main de Louise Collaray et Léonor Varone, et la réalisation est assurée par Christelle Raynal,,,.
La production est assurée par David Amselem et Jean-Loup Pochoy pour Partita Films,.

### Tournage
Le tournage se déroule du 12 mai au 6 juin 2025 à Lyon et ses environs,,,.